# Musculi auriculares
De musculi auriculares of de oorschelpspieren omvatten drie spieren die het buitenoor kunnen doen bewegen.
- musculus auricularis superior[1] of bovenste oorschelpspier[4]: is de grootste oorspier en loopt waaiervormig vanaf het oor naar boven en kent zijn oorsprong bij de galea aponeurotica[3] en aanhechting aan de wortel van de oorschelp.[3] De spier trekt de oorschelp naar boven.[4]
- musculus auricularis anterior[1] of voorste oorschelpspier[4]: loopt naar voren en kent zijn oorsprong bij de fascia temporalis[3] en aanhechting aan de spina helicis anterior.[3]. Deze spier trekt de oorschelp naar voren.[4]
- musculus auricularis posterior[1] of achterste oorschelpspier[4]: loopt naar achter en kent zijn oorsprong bij de processus mastoides[3] en de pees van de musculus sternocleidomastoideus,[3] met daarbij de aanhechting aan de wortel van de oorschelp.[3]

Veel dieren kunnen met hun oorspieren het buitenoor richten om zodoende beter te kunnen bepalen uit welke richting bepaalde geluiden komen. Die functie is bij mensen niet aanwezig: Slechts weinigen kunnen hun oorspieren gebruiken en hooguit wat met hun oren wiebelen, een enkeling zelfs onafhankelijk van elkaar.
De oorspieren worden, net als alle mimische spieren, geïnnerveerd door de 7de hersenzenuw, de nervus facialis.